# Adam Szal
Adam Jan Szal (ur. 24 grudnia 1953 w Wysokiej) – polski duchowny rzymskokatolicki, doktor teologii, rektor Wyższego Seminarium Duchownego w Przemyślu w latach 1996–2001, biskup pomocniczy przemyski w latach 2000–2016, arcybiskup metropolita przemyski od 2016.

## Życiorys
Urodził się 24 grudnia 1953 w Wysokiej. Kształcił się w miejscowym Technikum Rachunkowości Rolnej. W 1972 został przyjęty do Wyższego Seminarium Duchownego w Przemyślu. W trakcie studiów odbył zasadniczą służbę wojskową w jednostce kleryckiej w Bartoszycach (1972–1974). Święceń prezbiteratu udzielił mu 31 maja 1979 w katedrze przemyskiej miejscowy biskup diecezjalny Ignacy Tokarczuk. W 1980 uzyskał na Katolickim Uniwersytecie Lubelskim magisterium z teologii. Na tej samej uczelni kontynuował studia z zakresu historii Kościoła, ukończone w 1990 uzyskaniem doktoratu na podstawie dysertacji Duchowieństwo diecezji przemyskiej obrządku łacińskiego w latach 1918–1939.
W latach 1979–1982 posługiwał w parafii Lutcza, w latach 1982–1984 w parafii Trójcy Świętej w Krośnie, a w latach 1987–1988 w parafii Ducha Świętego w Przeworsku. W 1988 został dyrektorem Biblioteki Wyższego Seminarium Duchownego w Przemyślu i wykładowcą historii Kościoła w Instytucie Teologicznym w Przemyślu. Od 1991 był prefektem alumnów przemyskiego seminarium, a w latach 1996–2001 piastował stanowisko rektora tej uczelni. W 1999 został kanonikiem gremialnym kapituły metropolitalnej, a w 2005 objął w niej funkcję prepozyta.
16 listopada 2000 papież Jan Paweł II mianował go biskupem pomocniczym archidiecezji przemyskiej ze stolicą tytularną Lavellum. Święcenia biskupie otrzymał 23 grudnia 2000 w bazylice archikatedralnej Wniebowzięcia Najświętszej Maryi Panny i św. Jana Chrzciciela w Przemyślu. Głównym konsekratorem był Józef Michalik, arcybiskup metropolita przemyski, zaś współkonsekratorami Stefan Moskwa, biskup pomocniczy przemyski, i Edward Białogłowski, biskup pomocniczy rzeszowski. Jako zawołanie biskupie przyjął słowa „Gloria Tibi Trinitas” (Chwała Tobie, Trójco). W archidiecezji przemyskiej objął urząd wikariusza generalnego.
30 kwietnia 2016 papież Franciszek mianował go arcybiskupem metropolitą przemyskim. Urząd kanonicznie przejął 11 maja 2016, natomiast ingres do archikatedry przemyskiej odbył 21 maja 2016. 29 czerwca 2016 odebrał od papieża Franciszka paliusz, który 2 lipca 2016 w archikatedrze przemyskiej nałożył mu arcybiskup Celestino Migliore, nuncjusz apostolski w Polsce.
W strukturach Konferencji Episkopatu Polski w latach 2007–2017 był delegatem ds. Ruchu Światło-Życie. W 2001 został członkiem Rady (później Komisji) ds. Misji, w latach 2008–2014 zasiadał w Komisji ds. Młodzieży, a w 2018 wszedł w skład Zespołu ds. Apostolstwa Trzeźwości i Osób Uzależnionych, dołączył także do składu Komisji Duszpasterstwa. Ponadto został członkiem Komisji Nadzorczej Krajowego Biura Organizacyjnego Światowych Dni Młodzieży.
W 2020 konsekrował biskupa pomocniczego przemyskiego Krzysztofa Chudzia. Był współkonsekratorem podczas sakr biskupa pomocniczego przemyskiego Stanisława Jamrozka (2013) i nuncjusza apostolskiego w Angoli oraz na Wyspach Świętego Tomasza i Książęcej Kryspina Dubiela (2024).

## Odznaczenia
W 2024 prezydent RP Andrzej Duda nadał mu Krzyż Kawalerski Orderu Odrodzenia Polski.
W 2019 został wyróżniony Medalem 100-lecia Odzyskania Niepodległości i Złotym Znakiem Związku Ochotniczych Straży Pożarnych Rzeczypospolitej Polskiej.